# Simão Infante de Lacerda de Sousa Tavares
Simão Infante de Lacerda de Sousa Tavares (Lisboa, 4 de Novembro de 1793 — Goa, 14 de Outubro de 1838), 2.º barão de Sabroso, foi um militar e administrador colonial português, 88.º governador da Índia Portuguesa.

## Biografia
Nasceu em Lisboa, filho de João Lobo Infante de La Cerda, 10.º senhor da Torre da Murta, e de sua esposa Felícia Joana de Sousa Tavares de Frias da Frota de Macedo da Costa e Aguiar.